# Louis-François Ribié
Louis-François Ribié (dit aussi César Ribié) est un acteur, dramaturge et directeur de théâtre français né à Paris le 15 mars 1758 et mort à Basse-Terre en Guadeloupe le 30 septembre 1821.
Fils d'un montreur de marionnettes aux foires Saint-Germain et Saint-Laurent, il suit la carrière paternelle dès l'âge de seize ans, associé à un autre saltimbanque nommé Second, et à Jeanne-Élisabeth Nécard, qui deviendra sa femme. Ribié entre en 1776 chez Jean-Baptiste Nicolet, au Théâtre des Grands-Danseurs du Roi, où il reste jusqu'en 1787. Il y joue une grande quantité de rôles et commence à composer des pièces à grand spectacle.
En quittant Nicolet en 1787, Ribié se met à la tête d'une troupe de comédiens qui s'embarque pour Saint-Domingue ; l'entreprise dure un an et Ribié revient à Paris en 1788. En 1789, il se mêle au mouvement révolutionnaire et est l'un des assaillants de la Bastille. Cet exploit lui vaut le titre de capitaine de la Garde nationale. Malgré cette distinction, Ribié quitte Paris et s'embarque à nouveau pour les Îles : après une courte escale en Martinique, il revient à Saint-Domingue, où il joue de juillet à septembre 1791.
De retour en France, il ouvre à Rouen le Théâtre de la République et épouse en secondes noces Marie-Denise Forest, le 9 mai 1793. Il revient à Paris en 1795 et Nicolet lui confie la direction de son théâtre, devenu entre-temps le Théâtre de la Gaîté.
Cependant son entreprise court d'échec en échec et Ribié fuit ses créanciers parisiens pour sillonner la province : à Lyon, à Marseille, à Béziers et ailleurs, toutes ses tentatives de direction sont éphémères. La seule qui dure est celle du Théâtre de la Monnaie à Bruxelles, que Ribié dirige de 1799 à 1801, soient deux saisons complètes.
Revenu à Paris en 1805, il reprend la direction du Théâtre de la Gaîté, qu'il conserve jusqu'en 1808, perdant un procès contre la veuve Nicolet. Le 4 mai 1809, il épouse à Lyon en 3èmes noces Marie Louise Adélaïde Planté. Il reconnaît à cette occasion pour son fils, Louis Philippe Jules Ribié né de leur union à Paris le 12 septembre 1806. 
La suite de son histoire est plus obscure : après une courte direction à Lyon et au Théâtre de la Porte-Saint-Martin (1810-1812), Ribié disparaît de la scène théâtrale. Il meurt en Guadeloupe en 1821, oublié de tous.